# Beautiful Days (film)
Pour les articles homonymes, voir Beautiful Day.
Pour plus de détails, voir Fiche technique et Distribution.
Beautiful Days (뷰티풀 데이즈) est un film sud-coréen réalisé par Jéro Yun, sorti en 2018.

## Synopsis
Un étudiant chinois recherche sa mère à Séoul. Celle-ci, transfuge nord-coréenne a abandonné sa famille peu après sa naissance.

## Fiche technique
- Titre : Beautiful Days
- Titre original : 뷰티풀 데이즈
- Réalisation : Jéro Yun
- Scénario : Jéro Yun
- Photographie : Kim Jong-sun
- Montage : Jéro Yun
- Production : Kim Hyun-woo
- Société de production : Peppermint & Company et Zorba Group
- Pays :  Corée du Sud
- Genre : Drame
- Durée : 105 minutes
- Dates de sortie : 
  -  Corée du Sud : 21 novembre 2018

## Distribution
- Jang Dong-yoon : Zenchen
- Oh Kwang-rok
- Lee Na-young

## Distinctions
Le film a été nommé au Grand Bell Award du meilleur acteur pour Jang Dong-yoon.